# Strade provinciali della provincia di Varese
Questo è un elenco delle strade provinciali presenti sul territorio della provincia di Varese, comprensivo di Mappa Percorso.
| Numero                  | Denominazione                                                       | Percorso | Lunghezza (km)           | Mappa Percorso                                |
| ----------------------- | ------------------------------------------------------------------- | --- | ------------------------ | --------------------------------------------- |
|                         | del Chiostro di Voltorre                                            | innesto SP 1 var. a Gavirate - Voltorre - Groppello - Calcinate - Capolago - Buguggiate - innesto SP 57 in località Gazzada Schianno | 13,547                   | Cocquio Trevisago - Buguggiate                |
|                         | del Chiostro di Voltorre var                                        | innesto SP 1 località Gavirate - innesto con SS 394 rotatoria in località Cittiglio | 8,752                    | Gavirate - Cittiglio                          |
|                         | Stra' Pidica                                                        | innesto SP 21 (Provincia di Como) in località Binago - Venegono Superiore - Venegono Inferiore - Lonate Ceppino - Fagnano Olona - inizio centro abitato di Busto Arsizio | 16,550                   | Binago - Busto Arsizio                        |
|                         | del Pusterla                                                        | innesto SP 2 in località Lonate Ceppino - inizio centro abitato Tradate | 1,190                    | Lonate Ceppino - Tradate                      |
|                         | della Elvetia                                                       | innesto SP 233 in località Vedano Olona - Gurone - inizio centro abitato di Malnate - innesto SS 342 in località Folla - Gaggiolo di Cantello - Baraggia - Viggiù - rotatoria SP 9 dir. - Clivio - Confine di Stato con la Svizzera                                                        | 16,396                   | Ponte di Vedano - Valico di Clivio-Ligornetto |
|                         | dir. del Clivio                                                     | innesto SP 3 in località Baraggia (Viggiù) - innesto SP 3 in località Clivio | 2,640                    | Viggiù - Clivio                               |
|                         | della Rocca d'Angera                                                | innesto SP 69 in località Angera - innesto SP 69 in località Ranco | 7,399                    | Angera - Uponne                               |
|                         | della Val Veddasca                                                  | innesto SS 394 in località Maccagno - Garabiolo - Cadero - Graglio - SP 5 dir. - Armio - Lozzo - Biegno - Confine di Stato con la Svizzera | 16,234                   | Maccagno - Valico Indemini                    |
|                         | dir. Panoramica del Lago Maggiore                                   | innesto SP 5 in località Armio - Lago d'Elio | 6,815                    | Lago Delio - Passo della Forcora - Armio      |
|                         | della Val Dumentina                                                 | fine del centro abitato di Luino - Dumenza - Due Cossani - Curiglia con Monteviasco | 13,663                   | Luino - Curiglia con Monteviasco              |
|                         | dir. della Fornacette                                               | fine del centro abitato di Luino - Confine di Stato con la Svizzera | 2,272                    | Luino - Valico Fornasette                     |
|                         | dir. 1 del Vignone                                                  | innesto SP 6 in località Due Cossani (Dumenza) - Agra | 1,630                    | Due Cossani - Agra                            |
|                         | delle Marianne                                                      | innesto SS 394 in località Casalzuigno - Arcumeggia - Valico di Sant'Antonio - innesto SP 31 in località Castelveccana | 11,161                   | Marianne - Nasca                              |
|                         | del Cuvignone                                                       | innesto SP 394 dir. in località Cittiglio - Vararo - innesto SP 7 in località Castelveccana | 13,860                   | Cittiglio - Valico di Sant'Antonio            |
|                         | dei Picasass                                                        | innesto SS 344 in località Bisuschio - Viggiù - Saltrio - Confine di Stato con la Svizzera | 6,422                    | Bisuschio - Valico Arzo                       |
|                         | dir. del Molino dell'Oglio                                          | innesto SP 3 in località Viggiù - innesto SP 3 in località Saltrio | 1,420                    | Viggiù - Saltrio                              |
|                         | del Colmignone                                                      | innesto SP 62 in località Rancio Valcuvia - Masciago Primo - Bedero Valcuvia - innesto SS 233 in località Ganna | 7,146                    | Rancio Valcuvia - Ganna                       |
|                         | dir. del Colmignone                                                 | innesto SP 11 località Bedero Valcuvia - innesto SP 62 in località Rancio Valcuvia | 0,657                    | SP 11 - SP 62                                 |
|                         | di Manigunda                                                        | innesto SP 19 in località Cairate - inizio centro di abitato di Cassano Magnago | 4,495                    | Cairate - Cassano Magnago                     |
|                         | del Barbarossa                                                      | innesto SP 148 (Città metropolitana di Milano) in località Busto Arsizio - Busto Arsizio - Confine con la Città metropolitana di Milano | 1,515                    | Borsano - Busto Arsizio                       |
|                         | degli Umiliati                                                      | fine centro abitato di Busto Arsizio - inizio centro abitato di Samarate | 0,570                    | Busto Arsizio - Samarate                      |
|                         | della Cascina del Manzo                                             | innesto SS 527 in località Busto Arsizio - inizio centro abitato di Samarate | 0,525                    | Busto Arsizio - Cascina Elisa                 |
|                         | dir. dei Molinelli                                                  | innesto SP 40 in località Lonate Pozzolo - innesto SP 52 in località Molinelli | 2,808                    | Lonate Pozzolo - Molinelli                    |
|                         | dir. 1 Simone da Borsano                                            | fine del centro abitato di Busto Arsizio - innesto SP 128 (Città metropolitana di Milano) in località Dairago | 0,630                    | Borsano - Dairago                             |
|                         | del Ciglione                                                        | fine centro abitato di Cardano al Campo - innesto SS 336 in località Cardano al Campo | 0,707                    | Cardano al Campo - SS 336                     |
|                         | del Canapificio                                                     | innesto SP 233 in località Origgio - innesto SP 101 (Città metropolitana di Milano) in località Lainate | 1,741                    | Origgio - Saronno                             |
|                         | del Buon Cammino                                                    | fine centro abitato di Varese - Buguggiate - Azzate - Mornago - innesto SP 18 in località Vergiate | 13,690                   | Varese - Vergiate                             |
|                         | dell'Isolino Virginia                                               | innesto SP 50 in località Bardello - Biandronno - Ternate - Varano Borghi - Corgeno - innesto SS 33 in località Vergiate | 14,830                   | Bardello - Vergiate                           |
|                         | dir. del Lago di Biandronno                                         | innesto SP 18 in località Bardello - Bregano | 1,774                    | Bardello - Bregano                            |
|                         | della Cerrina                                                       | innesto SP 22 (Provincia di Como) in località Pianbosco - Tradate - Abbiate Guazzone - Gorla Maggiore - Gorla Minore - Marnate - inizio centro abitato di Castellanza | 13,306                   | Castelnuovo Bozzente - Castellanza            |
|                         | "Per La Pianura Padana" Strada Provinciale 20 Per la Pianura Padana | innesto SP 341 in località Gazzada Schianno - Morazzone - Caronno Varesino - Carnago - Solbiate Arno - Oggiona - intersezione con la SP 20 dir. 1 - Santo Stefano - Cassano Magnago - Busto Arsizio                                                                                        | 21                       | Gazzada Schianno - Busto Arsizio              |
|                         | dir. del Tenore                                                     | innesto SP 20 in località Carnago - innesto SP 42 in località Castelseprio | 2,910                    | Carnago - Castelseprio                        |
|                         | dir. 1 dell'Isotta Fraschini                                        | innesto SP 20 in località Oggiona - innesto SP 341 in località Cavaria | 0,700                    | Oggiona Santo Stefano - Cavaria con Premezzo  |
|                         | dir. 90 del Tenore                                                  | innesto SP 20 dir. in località Castelseprio - innesto SP 42 in località Castelseprio | 0,553                    | SP 20 dir. - SP 42                            |
|                         | dei Boschi Ramascioni                                               | innesto SP 233 in località Cislago - intersezione a rotatoria con la SP 19 in località Gorla Minore | 4,754                    | Cislago - Olgiate Olona                       |
|                         | del Sempioncino                                                     | innesto SP 20 in località Cassano Magnago - inizio centro abitato di Olgiate Olona | 2,820                    | Cassano Magnago - Olgiate Olona               |
|                         | dei Sette Termini                                                   | innesto SS 233 in località Cugliate Fabiasco - Montegrino Valtravaglia - inizio centro abitato di Luino in località Voldomino | 17,317                   | Cugliate Fabiasco - Luino                     |
|                         | dir. delle Camelie                                                  | innesto SP 43 in località Grantola - Bosco Valtravaglia - innesto SP 23 in località Montegrino Valtravaglia | 5,202                    | Grantola - Montegrino Valtravaglia            |
|                         | del Bozzente                                                        | innesto SS 527 in località Uboldo - innesto SC di Cerro Maggiore | 1,050                    | Uboldo - Cerro Maggiore                       |
|                         | dei Castelli dell'Arno                                              | innesto SP 34 in località Albizzate - Jerago - Besnate - inizio centro abitato di Gallarate | 8,373                    | Albizzate - Gallarate                         |
|                         | della Civiltà di Golasecca                                          | innesto SS 336 località Somma Lombardo - Golasecca - inizio centro abitato di Sesto Calende | 4,181                    | Somma Lombardo - Sesto Calende                |
|                         | della Cascina Costa                                                 | fine centro abitato di Ferno - Cardano al Campo | 3,121                    | Ferno - Cardano al Campo                      |
|                         | dell'Alpe Tedesco                                                   | innesto SS 344 in località Bisuschio - Cuasso al Piano - incrocio SP 29 dir. 1 in località Borgnana - Borgnana - Cuasso al Monte - Cavagnano - Alpe Tedesco - innesto SS 233 in località Ganna                                                                                             | 15,628                   | Bisuschio - Ganna                             |
|                         | dir. della Cavalizza                                                | innesto SP 29 presso la rotatoria di Borgnana - innesto SS 344 dir in località Porto Ceresio | 2,072                    | Borgnana - Porto Ceresio                      |
|                         | dir. 1 dell'Alpe Tedesco                                            | innesto SP 29 in località Cavagnano - ingresso Ospedale di Cuasso al Monte | 0,625                    | Cuasso al Monte - Ospedale                    |
|                         | della Valmarchirolo                                                 | innesto SS 233 in località Cadegliano - Marchirolo - innesto SP 23 in località Cugliate - Cunardo - innesto SS 394 in località Ferrera | 9,196                    | Cadegliano Viconago - Ferrera                 |
|                         | della Valtravaglia                                                  | Germignaga - Bedero Valcuvia - Brezzo di Bedero - innesto SP 69 in località Castelveccana | 8,441                    | Germignaga - Castelveccana                    |
|                         | delle Due Pievi                                                     | innesto SP 69 in località Laveno Mombello - Mombello - Sangiano - Monvalle - Brebbia - innesto SP 36 in località Travedona Monate | 14,322                   | Laveno Mombello - Travedona Monate            |
|                         | dir. d'Eremberto                                                    | innesto SP 32 in località Sangiano - innesto SP 69 in località Reno | 2,103                    | Sangiano - Reno                               |
|                         | dir. 1 della Monvallina                                             | innesto SP 32 in località Sangiano - Caravate - innesto SS 394 in località Gemonio | 3,491                    | Sangiano - Gemonio                            |
|                         | delle Palafitte                                                     | innesto SP 69 in località Ispra - Cadrezzate - Osmate - Comabbio - innesto SP 18 in località Ternate | 9.810                    | Barza - Ternate                               |
|                         | dei Visconti                                                        | innesto SP 20 in località Solbiate Arno - Sumirago - Montonate - Crugnola - Besnate | 14,550                   | Solbiate Arno - Besnate                       |
|                         | del Taribul                                                         | innesto SP 18 dir in località Bardello - Malgesso - incrocio SS 629 - innesto SP 50 in località Brebbia | 3,692                    | Bardello - Brebbia                            |
|                         | della Val Bossa                                                     | innesto SP 69 in località Ispra - Cadrezzate - Travedona Monate - Cassinetta di Biandronno - Cazzago Brabbia - Bodio Lomnago - innesto SP 1 in località Capolago | 16,025                   | Ispra - Varese                                |
|                         | del Fontanile                                                       | innesto SP 19 in località Gorla Maggiore - innesto SP 24 (Provincia di Como) in località Gorla Maggiore | 2,140                    | Gorla Maggiore - Mozzate                      |
|                         | del Campo della Promessa                                            | innesto SS 527 in località Lonate Pozzolo - innesto SP 32 (Città metropolitana di Milano) in località Castano Primo | 2,950                    | Tornavento - Castano Primo                    |
|                         | del Cerro                                                           | innesto SS 394 in località Cocquio Trevisago - innesto SP 45 in località Orino | 5,318                    | Cocquio Trevisago - Orino                     |
|                         | al ponte di Oleggio                                                 | fine centro abitato di Samarate - Ferno - innesto SS 527 in località Lonate Pozzolo | 3,573                    | Ferno - Lonate Pozzolo                        |
|                         | dei Crotti                                                          | innesto SS 233 in località Ghirla - Marzio - innesto SP 61 in località Brusimpiano | 11,385                   | Ghirla - Brusimpiano                          |
|                         | del Seprio                                                          | innesto SP 233 in località Varese - Lozza - intersezione SP 46 dir. - Gornate Superiore - Gornate Olona - Torba - incrocio SP 20 dir. 90 in località Castelseprio - Cairate | 11,757                   | Lozza - Cairate                               |
|                         | dir. della cascina Biciccera                                        | innesto SP 42 in località Torba - innesto SP 233 in località Castiglione Olona | 2,036                    | Torba - San Pancrazio                         |
|                         | della Margorabbia                                                   | innesto SS 233 in località Ghirla - Cunardo - Grantola - innesto SS 394 in località Mesenzana - Brissago Valtravaglia - Roggiano - innesto SP 31 in località Brezzo di Bedero | 14,102                   | Ghirla - Brezzo di Bedero                     |
|                         | dir. della Val Turbina                                              | innesto SS 394 in località Piano di Brissago Valtravaglia - innesto SP 43 in località Roggiano | 2,150                    | Colombina - Roggiano                          |
|                         | della Rogorella                                                     | innesto SP 36 in località Galliate Lombardo - Casale Litta - San Pancrazio - Villadosia - Cimbro - innesto SP 17 in località Mornago | 11,377                   | Galliate Lombardo - Cimbro                    |
|                         | del Campo dei Fiori                                                 | innesto SP 62 in località Brinzio - Castello Cabiaglio - Azzio - Gemonio - Innesto SS 394 in località Gemonio | 11,640                   | Brinzio - Gemonio                             |
|                         | dir di Pora                                                         | innesto SP 45 dir. 1 in località Comacchio - innesto SP 45 in località Orino | 1,255                    | Comacchio - Orino                             |
|                         | dir. 1 degli Organari                                               | innesto SP 45 in località Azzio - Comacchio - Cuvio - innesto SS 394 in località Cuveglio | 3,231                    | Azzio - Cuveglio                              |
|                         | dir. 2 del San Martino                                              | innesto SS 394 in località Cuveglio - Duno | 4,111                    | Cuveglio - Duno                               |
|                         | della Valle dell'Olona                                              | fine centro abitato di Malnate - Vedano Olona - Venegono Superiore - Venegono Inferiore - inizio centro abitato di Tradate | 5,725                    | Malnate - Tradate                             |
|                         | dir. della Molinara                                                 | innesto SP 46 in località Venegono Superiore - innesto SP 42 in località Castiglione Olona | 3,420                    | Venegono Superiore - Castiglione Olona        |
|                         | della Strona                                                        | innesto SP 17 in località Mornago - innesto SS 33 in località Vergiate | 3,545                    | Somma Lombardo - Crugnola                     |
|                         | della Preja Buja                                                    | innesto SP 69 in località Angera - Taino - inizio centro abitato di Sesto Calende | 5,992                    | Angera -Sesto Calende                         |
|                         | del Romanico varesino                                               | innesto SP 341 in località Gazzada Schianno - Brunello - Caidate - Sumirago - Menzago - inizio centro abitato di Arsago Seprio | 11,470                   | Brunello - Somma Lombardo                     |
|                         | del Bardello                                                        | Gavirate - Bardello - incrocio SS 629 località Besozzo - Brebbia - innesto SP 69 in località Ispra | 9,585                    | Gavirate - Ispra                              |
|                         | dei Fossili                                                         | Arcisate - Brenno Useria - Piamo di Bisuschio - Besano - innesto SS 233 in località Besano | 6,251                    | Arcisate - Besano                             |
|                         | della Battaglia di Tornavento                                       | fine centro abitato di Lonate Pozzolo - Tornavento - Vizzola Ticino - Case Nuove - innesto SS 336 località Somma Lombardo | 7,150                    | Tornavento - Somma Lombardo                   |
| SP54 Del Lago Di Monate | SP53 delle Torbiere SS629 del Lago Di Monate                        | SP 5 SS 33 presso Vergiate- Germonio | SP53: 5,304 SP54: 19,100 | SP53: Cazzago Brabbia - Varano Borghi         |
|                         | de La Selvagna                                                      | innesto SP 1 in località Gazzada Schianno - innesto SP 233 in località Lozza | 5,234                    | Gazzada Schianno - Ponte di Vedano            |
|                         | dei Cementari                                                       | innesto SS 394 in località Pino sulla sponda del Lago Maggiore - Tronzano Lago Maggiore - Bassano | 4,467                    | Tronzano Lago Maggiore - Bassano              |
|                         | dir. della Torre di Pino                                            | innesto SP 58 in località Bassano - Pino sulla sponda del Lago Maggiore | 0,920                    | Groana - Pino sulla sponda del Lago Maggiore  |
|                         | di San Pancrazio                                                    | innesto SP 233 in località Vedano Olona - innesto SP 46 in località Vedano Olona | 1,220                    | SP 233 - Vedano Olona                         |
|                         | del Sasso Marèe                                                     | fine centro abitato di Varese - Rasa di Varese - Brinzio - Rancio Valcuvia - innesto SS 394 in località Rancio Valcuvia | 9,172                    | Varese - Rancio Valcuvia                      |
|                         | dell'Acquanegra                                                     | innesto SP 32 in località Brebbia - innesto SP 36 in località Cadrezzate | 3,325                    | Brebbia - Cadrezzate                          |
|                         | del Lazzaretto                                                      | innesto SP 46 in località Vedano Olona - inizio centro abitato di Malnate in località San Salvatore | 2,425                    | Vedano Olona - San Salvatore                  |
|                         | delle Ceppine                                                       | innesto SP 42 in località Torba - innesto SP 2 in località Tradate | 1,337                    | Torba - Tradate                               |
|                         | degli Arsaghit                                                      | rotatoria con la via Medaglie d'Oro a Casorate Sempione - inizio centro abitato di Cardano al Campo | 1,151                    | Casorate Sempione - Cardano al Campo          |
|                         | di Santa Caterina                                                   | fine centro abitato di Sesto Calende - Lisanza - Angera - Ispra - Monvalle - Leggiuno - Laveno Mombello - incrocio SP 394 dir in località Laveno Mombello - incrocio SP 31 in località Castelveccana - Porto Valtravaglia - Brezzo di Bedero - Germignaga - inizio centro abitato di Luino | 38,058                   | Sesto Calende - Luino                         |

## SP ex SS
Questo è invece un elenco delle strade statali diventate provinciali ai sensi del decreto legislativo n. 112 del 1998 e della legge regionale n. 1 del 2000, presenti sul territorio della provincia di Varese:
| Numero | Denominazione                          | Percorso | Lunghezza (km) | Mappa Percorso              |
| ------ | -------------------------------------- | --- | -------------- | --------------------------- |
|        | SP ex SS 233 Varesina                  | fine centro abitato di Caronno Pertusella - Origgio - Uboldo - Saronno - Gerenzano - Cislago - Mozzate - confine con la Provincia di Como presso Carbonate - confine con la Provincia di Como presso Locate Varesino - Tradate - Castiglione Olona - incrocio SP 60 in località Vedano Olona - inizio centro abitato di Varese | 28,936         | Caronno Pertusella - Varese |
|        | SP ex SS 394 dir del Verbano Orientale | innesto SS 394 in località Cittiglio - innesto SP 69 in località Laveno Mombello | 4,900          | Cittiglio - Laveno Mombello |